# Kościół św. Jadwigi Królowej w Wólce Podleśnej
Kościół św. Jadwigi Królowej w Wólce Podleśnej − obiekt sakralny, pełniący funkcję kościoła parafialnego, mieszczący się miejscowości Wólka Podleśna.

## Historia
W dniu 15 sierpnia 1981 roku rozpoczęto wykopy pod fundamenty i podpiwniczenie kościoła. Prace te zakończono po trzech dniach. Zaraz też wykonano zbrojenie i szalunki, ubito fundamenty, następnie podmurowano piwnice i przed zimą zabetonowano strop nad piwnicami. Wiosną 1982 roku przystąpiono do wznoszenia murów kościoła. Roboty murarskie wykonywali płatni murarze, natomiast prace niefachowe wykonywane były przez mieszkańców wsi. W efekcie, jesienią tego roku zakończono i przykryto dachem kościół wraz z plebanią i salą katechetyczną.
14 listopada 1982 roku, abp Ignacy Tokarczuk poświęcił nowo wybudowany kościół. 
W 1983 roku kontynuowano prace wykończeniowe kościoła: założono okna, wybudowano ołtarz główny z żelbetowym krzyżem, wykonano instalacje elektryczną, wodno – kanalizacyjną i c.o., położono także tynki wewnętrzne kościoła, plebanii i sali katechetycznej, oraz ułożono podłogi; zaś końcem lata i jesienią wykonano ocieplenie dachu i położono wewnętrzną boazerię stropową w kościele, doprowadzono wodę do zakrystii i sali katechetycznej.